# VfB Wissen
Maillots
Dernière mise à jour : 5 avril 2011.
Le VfB Wissen est un club allemand de football localisé à Wissen en Rhénanie-Palatinat.
Outre le Football, le club comporte aussi des sections d’Athlétisme, de Taekwondo et de Tennis de table.

## Histoire (football)
Le club fut fondé le 28 février 1914 par un groupe de jeunes de la localité férus de sports. Le nom du club fut inspiré par le VfB Borussia Neunkirchen. Dès l’été 1914 eut lieu le premier match, mais le déclenchement de la Première Guerre mondiale provoqua l’interruption des activités. De nombreux membres du nouveau club partirent au front. Quelques matches amicaux furent joués contre Köln-Mülheim et le FC 1900 Wetzlar.
Après le conflit, lors de la première saison régulière, en 1919-1920, le VfB Wissen fut versé en B-Klasse. Le club monta directement et joua six saisons dans la A-Klasse.
Lors de la Seconde Guerre mondiale, le club vit nombre de ses membres enrôlés dans les troupes. 75 d’entre eux perdirent la vie sur les différents théâtres d’opérations.
En 1945, le club fut dissous par les Alliés, comme tous les clubs et associations allemands (voir Directive n°23). Il fut rapidement reconstitué.
Le retour des anciens combattants et des prisonniers de guerre permit au nombre de membres d’augmenter de nouveau.
A l’automne 1950, le club acheta un terrain de 4,5 hectares et la construction d’un nouveau stade fut planifiée. Il fut inauguré la 7 août 1955 avec une rencontre de gala entre le Bayer Leverkusen et l’Eintracht Frankfurt, devant 10 000 personnes.
En 1962, le VfB Wissen termina 2e derrière le FC Phönix Bellheim d’une tour final à 3. Cela parmi au cercle de monter en 2. Oberliga Südwest, une ligue à l’époque située au 2e rang de la hiérarchie. Le club presta la dernière saison d’existence de la en 2. Oberliga Südwest qui fut dissoute avec la création de la Bundesliga. Le VfB Wissen, malgré une 6e place cette saison-là, ne fut pas retenu pour faire partie du nouveau deuxième niveau, la Regionalliga Südwest. Il retourna en Amateurliga.
En 1978, fut créée l’Oberliga Südwest au 3e rang de la hiérarchie. À ce moment, le VfB Wissen monta au niveau 4, la Verbansliga Rheinland. En 1991, le cercle accéda au 3e niveau.
En vue de la saison 1994-1995, le VfB Wissen fut qualifié pour être un des fondateurs de la nouvelle Regionalliga West-Südwest, une ligue créée à ce moment au 3e niveau de la hiérarchie. Classé dernier, le club redescendit l’année suivante en Oberliga Südwest, puis subit une nouvelle relégation en 1996 qui le fit retourner en Verbandsliga Rheinland.
Trois ans plus tard, le VfB Wissen glissa en Landesliga Rheinland après une troisième descente en quatre ans ! Il resta dans cette ligue jusqu’en 2003. Ensuite, le club descendit en Bezirksliga Rheinland. En 2007, il continua de régresser et arriva en Kreisliga A Westerwald/Sieg.
En 2010-2011, la VfB Wissen éviolue en Kreisliga A Westerwald/Sieg, soit au 8e niveau de la hiérarchie de la DFB. Le club joue la tête du classement et espère remonter en Bezirksliga Rheinland.